# Silas Katompa Mvumpa
Silas Katompa Mvumpa (Kinshasa, 6 de outubro de 1998), conhecido apenas como Silas e anteriormente como Silas Wamangituka, é um futebolista da República Democrática do Congo que atua como atacante. Atualmente joga no Estrela Vermelha, emprestado pelo Stuttgart.

## Carreira
Foi descoberto nas categorias de base do Olympic Matete, clube de sua cidade natal. Em 2017, mudou-se para a França, onde jogaria também nos juniores do Olympique Alès, sendo promovido ao time principal em 2018 e atuando em 6 partidas, com um gol marcado. Neste ano, foi para o Paris FC, disputando uma partida pela equipe B. A estreia do atacante na Ligue 2 foi contra o Troyes, em 31 de agosto. 11 dias depois, assinou seu primeiro contrato como atleta profissional.
Após 34 jogos e 11 gols com a camisa do Paris FC, Silas foi contratado pelo Stuttgart, então na 2. Bundesliga (segunda divisão alemã), assinando por 5 anos. Foi um dos destaques na campanha do acesso dos Schwaben à primeira divisão de 2020–21, com 7 gols e 3 assistências em 29 partidas.

## Descoberta do verdadeiro nome
Em 8 de junho de 2021, o Stuttgart anunciou em um comunicado que o nome verdadeiro do atacante é Silas Katompa Mvumpa, após uma armação de um antigo empresário, quando o jogador, então com 17 anos, realizou um período de testes no Anderlecht, que manifestou interesse em contratá-lo e pediu para que ele voltasse à República Democrática do Congo e tentasse um visto para ficar no país europeu, pois tinha autorização para ficar apenas algumas semanas.
O empresário forjou uma identidade falsa, colocando o sobrenome Wamangituka (o mesmo do pai de Silas) e a data de nascimento alterada (1998 para 1999), tornando o atleta menor de idade. A imprensa francesa colocou em dúvida os dados verdadeiros do atacante, e a Federação Alemã de Futebol pediu esclarecimentos ao Stuttgart, que não encontrou nenhuma irregularidade. Rompido com o empresário (que não teve o nome divulgado), Silas expôs toda a situação à diretoria do clube, que passou a apoiá-lo na busca por ações contra o agente. Após a revelação, o jogador pediu para ser chamado apenas pelo prenome.

## Títulos
Crvena Zvezda
- Campeonato Sérvio: 2024-2025

### Individuais
VfB Stuttgart
- Novato do mês da Bundesliga: novembro-dezembro de 2020 e fevereiro de 2021